# Drabo
Drabo är en by i Oppeby socken, Kinda kommun.
Drabo är främst känd för sin hälsokälla. Källan var känd av lokalbefolkningen sedan lång tid tillbaka. Den har en vattentillrinning av en kanna i minuten och håller – som annat källvatten i Sverige – en konstant temperatur av 6-7 grader celsius. År 1871 genomförde regementsläkaren M. Appelberg en undersökning av källans vatten, som visade sig innehålla kolsyra, järn, klorkalcium med mera. Året efter besökt bildades ett bolag som lät uppföra en brunnsalong och ett badhus på platsen. År 1875 uppfördes också ett hotell med 16 rum på platsen. Idag är hälsobrunnen nedlagd sedan länge och de kvarvarande husen har omvandlats till privatbostäder.